# Les Goldman
Les Goldman (* 2. Juli 1913 in New York City; † 27. Mai 1983 in Santa Cruz, Kalifornien) war ein US-amerikanischer Filmproduzent.

## Leben
In den 1940er-Jahren arbeitete Goldman bei den Firmen Tempo, Transfilm und Storyboard, die auf animierte Werbung spezialisiert waren, als Betriebsdirektor.
Goldman war von 1956 bis 1962 Vizepräsident der Filmproduktionsfirma Quartet Films, die 1956 die Mitarbeiter der geschlossenen Storyboard Productions an der Westküste übernommen hatte. Anfang der 1960er-Jahre gab Goldman Animationsfilmkurse an der University of Southern California. Zuvor hatte er unter anderem an der Army Pictorial Photographic Training School in London den Lehrplan erstellt und an der French National Film School in Paris geforscht.
Neben Chuck Jones wurde er Anfang der 1960er-Jahre Mitbegründer des Animationsfilmstudios Sib Tower 12 Productions, das unter anderem für MGM Kurzanimationsfilme produzierte. Der erste Kurzfilm, den Goldman mit Jones produzierte, wurde 1963 Pent-House Mouse. Es folgten bis 1967 zahlreiche Kurzanimationsfilme u. a. um Tom und Jerry, darunter Much Ado About Mousing und Love Me, Love My Mouse. Für den eher abstrakten Kurzanimationsfilm The Dot and the Line, in dem sich eine Gerade in einen Punkt verliebt, wurden Jones und Goldman 1966 mit einem Oscar für den besten Kurzanimationsfilm auszeichnet.
Goldman gründete Ende der 1960er-Jahre die Filmsparte von Wakefort/Orloff (W/O), die jedoch keinen Film produzierte. Dan Bessie nannte Goldman in seiner Biografie einen „behutsamen und bedächtigen, extrem talentierten, aber hoffnungslos nicht-unternehmerisch denkenden“ Menschen. In den 1970er-Jahren war Goldman bei ASIFA-Hollywood aktiv und widmete sich der International Tournee of Animation. Kritikern galt er als „unermüdlicher Arbeiter für die Animationsfilmsache“.

## Filmografie (Auswahl)
- 1964: The Hangman – auch Regisseur
- 1965: The Dot and the Line
- 1968: The Door
- 1970: The Phantom Tollbooth

## Auszeichnungen
- 1964: Silbernes Segel (später Silberner Leopard), Internationales Filmfestival von Locarno, für The Hangman
- 1966: Oscar, Bester animierter Kurzfilm, für The Dot and the Line